# Ygor Nogueira
Ygor Nogueira de Paula (Itaperuna, 27 marzo 1995) è un calciatore brasiliano, difensore del Sabah.

## Caratteristiche tecniche
È un difensore centrale.

## Carriera
Cresciuto nel settore giovanile del Fluminense, ha esordito in prima squadra il 28 novembre 2015 in occasione dell'incontro di Série A pareggiato 1-1 contro l'Internacional.

## Palmarès

### Club

#### Competizioni statali
- Taça Guanabara: 1

Fluminense: 2017

#### Competizioni nazionali
- Coppa d'Azerbaigian: 1

Sabah: 2024-2025